# 1930 a sportban
1930 főbb sporteseményei a következők voltak:
- Ökölvívó Európa-bajnokság Budapesten. A magyar csapatból Énekes István, Széles János és Szabó Gyula bajnoki címet nyer.
- Az Újpest nyeri az NB1-et. Ez a klub első bajnoki címe.
- július 13–27. – A III. sakkolimpia Hamburgban. A magyar válogatott ezüstérmet nyer.

## Születések
- ? – Bayram Şit, olimpiai bajnok török birkózó († 2019)
- január 4. – Don Shula, NFL-bajnok amerikai amerikaifutball-játékos, Super Bowl-győztes edző, Pro Football Hall of Fame-tag († 2020)
- január 7. – Herbert Voelcker, amerikai sportlövő, olimpikon († 2020)
- január 8. – Novák Éva, olimpiai bajnok magyar úszó († 2005)
- január 11. – Pat Leane, ausztrál atléta, magasugró, távolugró, tízpróbázó († 2018)
- január 23. – Josef Hügi, svájci válogatott labdarúgó († 1995)
- január 24. – Bob Maertens, belga válogatott labdarúgó-középpályás, edző († 2003)
- január 27. – Carlos Cecconato, Copa América-győztes argentin válogatott labdarúgó, középpályás († 2018)
- január 30. – Sandy Amorós, World Series bajnok kubai baseballjátékos († 1992)
- február 3. – Raymond Ausloos, belga válogatott labdarúgókapus († 2012)
- február 8. – Catherine Hardy, olimpiai bajnok amerikai rövidtávfutó († 2017)
- február 14. – Carl McNulty, amerikai kosárlabdázó († 2020)
- február 15. – Cesarino Cervellati, olasz válogatott labdarúgó, edző († 2018)
- február 17. – Roger Craig, World Series bajnok amerikai baseballjátékos († 2023)
- február 28. – Albert Bouvet, világbajnoki ezüstérmes francia kerékpárversenyző († 2017)
- március 6.
  - Amos Cardarelli, olasz labdarúgó, hátvéd, edző († 2018)
  - Mitró György, olimpiai ezüstérmes és Európa-bajnok magyar úszó († 2010)
- március 10. – Iharos Sándor, magyar futóbajnok († 1996)
- március 12. – Bronco Horvath, kanadai jégkorongozó († 2019)
- március 25. – Robert Mouynet, világbajnoki broznérmes francia válogatott labdarúgó
- március 29. – Francisco Molina, spanyolországi születésű válogatott chilei labdarúgó, csatár, edző († 2018)
- április 3. – Wally Moon, World Series bajnok amerikai baseballjátékos († 2018)
- április 6. – Jiří Skobla, olimpiai bronzérmes, Európa-bajnok csehszlovák atléta, súlylökő († 1978)
- április 13. – Seamus Dunne, ír válogatott labdarúgó, hátvéd, edző († 2016)
- április 27. – Ivo Frosio, svájci válogatott labdarúgó-középpályás († 2019)
- április 29. – Henri Coppens, belga válogatott labdarúgócsatár († 2015)
- április 30. – Eugen Meier, svájci válogatott labdarúgó-középpályás († 2002)
- május 4. – Miljan Miljanić, jugoszláv-szerb labdarúgó, edző († 2012)
- május 10. – Fernand Picot, francia kerékpárversenyző († 2017)
- május 28. – Komáromi Tibor, magyar válogatott labdarúgó († 2008)
- június 2. – Garbis Zakaryan, török ökölvívó († 2020)
- június 3. – Abbas Zandi, világbajnok iráni birkózó († 2017)
- június 9. – Yngve Brodd, olimpiai bronzérmes svéd labdarúgó, csatár, edző († 2016)
- június 20. – Bill Hougland, kétszeres olimpiai bajnok amerikai kosárlabdázó († 2017)
- június 22. – René Dereuddre, francia válogatott labdarúgó, edző († 2008)
- június 23. – Fazekas Árpád, magyar válogatott labdarúgó, kapus († 2018)
- június 24. – Dave Creighton, kanadai jégkorongozó, csatár († 2017)
- június 25. – Vic Keeble, angol labdarúgó, csatár († 2018)
- június 27.
  - Marius Bruat, francia válogatott labdarúgó († 2020)
  - Tommy Kono, kétszeres olimpiai bajnok amerikai súlyemelő († 2016)
- július 3. – Ferdinando Riva, svájci válogatott labdarúgó-középpályás († 2014)
- július 4. – Michel Celaya, francia válogatott rögbijátékos († 2020)
- július 12. – Célestin Oliver, francia válogatott labdarúgó, edző († 2011)
- július 30.
  - Bobby Dimond, ausztrál rögbijátékos († 2020)
  - Allan Lawrence, olimpiai bronzérmes ausztrál atléta, hosszútávfutó († 2017)
- augusztus 23. – Luís Morais, brazil válogatott labdarúgókapus († 2020)
- szeptember 1. – Pete Brewster, amerikai amerikaifutball-játékos, Super Bowl-győztes edző († 2020)
- szeptember 5. – Naganuma Ken, olimpiai bronzérmes japán válogatott labdarúgó, edző († 2008)
- szeptember 10. – Jesús Garay, spanyol válogatott labdarúgó († 1995)
- szeptember 13. – Jimmy McLane, olimpiai és pánamerikai bajnok amerikai úszó († 2020)
- szeptember 28. – Werner Delmes, olimpiai bronzérmes német gyeplabdázó († 2022)
- október 10.
  - Claude Martin, olimpiai ezüstérmes francia evezős († 2017)
  - Temes Judit, olimpiai és Európa-bajnok bajnok magyar úszó († 2013)
- október 29. – Charles Geerts, belga válogatott labdarúgókapus († 2015)
- november 6. – Doug Anakin, olimpiai bajnok kanadai bobversenyző († 2020)
- november 14. – Ray Land, ausztrál atléta, rövidtávfutó, olimpikon († 2020)
- november 15. – Aureliano Bolognesi, olimpiai bajnok olasz ökölvívó († 2018)
- november 20. – James Hill, új-zélandi evezés, olimpikon († 2020)
- november 24. – Rozsnyói Sándor, olimpiai ezüstérmes, Európa-bajnok magyar atléta, akadályfutó († 2014)
- november 26. – Jacques Foix, francia válogatott labdarúgó, csatár, edző († 2017)
- november 29. – Jean Vincent, francia válogatott labdarúgó, csatár, edző († 2013)
- december 5. – Roger Vonlanthen, svájci válogatott labdarúgó-középpályás, edző († 2020)
- december 6.
  - Carmelo Cedrún, spanyol válogatott labdarúgókapus, edző
  - André Lerond, francia válogatott labdarúgó († 2018)
- december 7. – Hal Smith, World Series bajnok amerikai baseballjátékos († 2020)
- december 25. – Armenak Alacsacsján, olimpiai ezüstérmes és Európa-bajnok szovjet-örmény kosárlabdázó, edző († 2017)
- december 27. – Norm Larker, World Series bajnok amerikai baseballjátékos († 2007)

## Halálozások
| Halálozás      | Név                    | Nemzetiség, sportág, eredmények                                               | Születés |
| -------------- | ---------------------- | ----------------------------------------------------------------------------- | -------- |
| ?              | Robert Hennet          | olimpiai bajnok belga vívó                                                    | 1886     |
| január 20.     | Jumbo Schoeneck        | amerikai baseballjátékos                                                      | 1862     |
| február 20.    | Emil Fick              | svéd vívó, olimpikon                                                          | 1863     |
| április 8.     | Jack Stivetts          | amerikai baseballjátékos                                                      | 1868     |
| április 14.    | Frank Kitson           | amerikai baseballjátékos                                                      | 1869     |
| április 23.    | Larry Twitchell        | amerikai baseballjátékos                                                      | 1864     |
| május 14.      | Erik Algot Fredriksson | olimpiai bajnok svéd kötélhúzó                                                | 1885     |
| július 30.     | Joan Gamper            | svájci labdarúgó, az FC Barcelona alapítója                                   | 1877     |
| augusztus 8.   | Launceston Elliot      | olimpiai bajnok brit súlyemelő, atléta, birkózó, tornász                      | 1874     |
| augusztus 17.  | Forgács Leó            | magyar bajnok sakkmester                                                      | 1881     |
| szeptember 20. | Gil Andersen           | amerikai autóversenyző                                                        | 1879     |
| szeptember 30. | Dáner Béla             | magyar tornász, olimpikon                                                     | 1884     |
| november 2.    | Viggo Jensen           | olimpiai bajnok dán súlyemelő, olimpiai bronzérmes sportlövő, atléta, tornász | 1874     |
| november 7.    | Warren Fitzgerald      | amerikai baseballjátékos                                                      | 1868     |
| december 13.   | Arthur Wharton         | brit labdarúgó                                                                | 1865     |